# جزر ريفيلاجيجيدو
جزر ريفيلاجيجيدو ( (بالإسبانية: Islas Revillagigedo) هي مجموعة من أربع جزر بركانية في المحيط الهادئ ، تشتهر البيئة الفريدة. تقع على بعد 458 كيلومتر (285 ميل) من جزيرة سوكورو جنوب وجنوب غرب كابو سان لوكاس ، الطرف الجنوبي لشبه جزيرة باجا كاليفورنيا ، ومن 698 إلى 1,092 كيلومتر (434 إلى 679 ميل) غرب مانزانيلو . وهي تقع في نقطة . من الناحية الفنية جزء من ولاية كوليما المكسيكية ، تخضع الجزر للولاية القضائية الفيدرالية المكسيكية.
يعتبر الأرخبيل موقع تراث عالمي  و في نوفمبر 2017 تم إعلان عنها ليكون محمية مائية و حدائق الوطنية في المكسيك.

## جغرافية

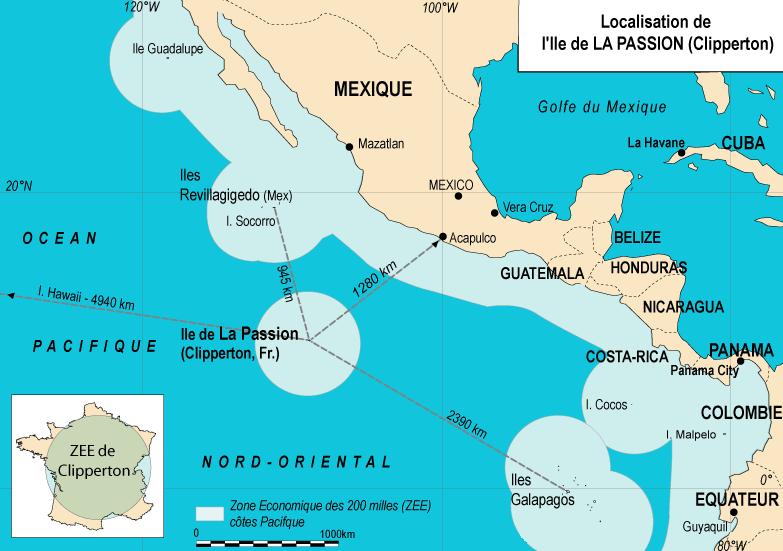
موقع جزيرة سوكورو وبقية أرخبيل ريفيلاجيجيدو ، ومدى المنطقة الاقتصادية الخالصة الغربية للمكسيك في المحيط الهادئ.

المساحة الإجمالية 157.81 كم 2 (60.930) ميل 2 ) ، تمتد من الشرق إلى الغرب بحوالي 420 كم (261 ميل). محطة بحرية في جنوب جزيرة سوكورو يبلغ عدد سكانها 45 (طاقم عمل). في كلاريون هي محامية بحرية صغيرة مع تسعة رجال. الجزر غير مأهولة. تم تسمية الجزر على اسم الدون (لقب شرفي) Juan Vicente de Güemes ، الكونت الثاني ل Revillagigedo ، نائب الملك رقم 53 لإسبانيا الجديدة . 
تسمى الجزر الشرقية الثلاث بالجزر الداخلية. تقع في المنطقة الزمنية ت ع م−07:00 ، بينما الجزء الرئيسي من ولاية كوليما هو ت ع م−06:00 ( المنطقة الزمنية الوسطى ). تقع جزيرة كلاريون نسبيًا في أقصى الغرب ، بأكثر من 200 كم مقارنة بالجزر الداخلية ، وفي ( زمن منطقة المحيط الهادئ ) ت ع م-08:00 . جزر ريفيلاجيجيدو هي واحدة من ثلاث مجموعات جزر مكسيكية في المحيط الهادي ليست على رف القاري ؛ والآخرون هم جزيرة غوادالوبي و Rocas Alijos .